# Bureau Rosenberg

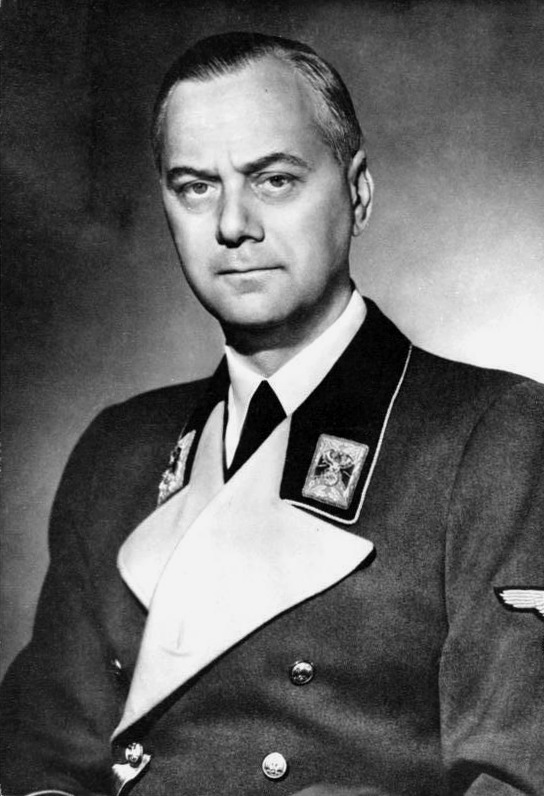
Alfred Rosenberg, vers 1935.

Le bureau Rosenberg (Amt Rosenberg ou ARo), était une organisation officielle interne au parti nazi pour la politique culturelle et la surveillance, dirigée par Alfred Rosenberg.

## Histoire
Le bureau Rosenberg a été fondé en 1934 sous le nom de Dienststelle Rosenberg (DRbg), littéralement « organisme Rosenberg », ses bureaux étant situés au 17 Margarethenstraße à Berlin, à l'ouest de la Potsdamer Platz. À cause de l'intitulé particulièrement long de la fonction officielle de Rosenberg, Beauftragter des Führers für die gesamte geistige und weltanschauliche Erziehung der NSDAP, la description courte Reichsüberwachungsamt (« bureau de surveillance du Reich ») était également utilisée, ainsi que Überwachungsamt (« bureau de surveillance »).
Dans l'historiographie post-Seconde Guerre mondiale, le bureau Rosenberg est également utilisé dans un sens qui s'est élargi à mesure des différentes fonctions qu'a occupées Rosenberg entre 1928 et 1945. Elles incluent les institutions suivantes :
- l'Außenpolitisches Amt der NSDAP (« bureau des affaires étrangères » du NSDAP, comprenant le Nordische Gesellschaft),
- le Kampfbund für deutsche Kultur (KfdK),
- le NS-Kulturgemeinde (dont les théâtres Kraft durch Freude et Deutsche Bühne),
- la Hohe Schule der NSDAP,
- l'Einsatzstab Reichsleiter Rosenberg (ERR), une organisation vouée à l'acquisition et au vol d'objets d'art sur les territoires occupés par le Reich[2].